# Græskar-ordenen
Græskar-ordenen (Cucurbitales) omfatter følgende familier:
| Familier |

- Anisophylleaceae
- Apodanthaceae
- Begonia-familien (Begoniaceae)
- Garvebusk-familien (Coriariaceae)
- Corynocarpaceae
- Græskar-familien (Cucurbitaceae)
- Datiscaceae
- Tetramelaceae

I det ældre Cronquists system blev de første 4 familier placeret i ordenen Violales i Dilleniidae med Tetramelaceae anbragt i Datiscaceae. De andre familier blev distribueret ud over forskellige ordener.